# فنیل‌گلی‌اکسال
فنیل‌گلی‌اکسال (به انگلیسی: Phenylglyoxal) یک ترکیب شیمیایی با شناسه پاب‌کم ۱۴۰۹۰ است. که جرم مولی آن 134.13 g/mol (anhydrous) می‌باشد. 